# Patella candei
La lapa majorera, lapa de sol o lapa picua (Patella candei) es una especie de molusco gasterópodo endémico de la Macaronesia. No obstante se ha extinguido en la mayor parte de las islas en las que habitaba, sobreviviendo sólo en las Islas Salvajes y en la isla de Fuerteventura, en el Archipiélago Canario.

## Identificación
Se distingue por su concha sólida ovalada y muy alta. La coloración externa de esta es grisáceo-amarillenta en las más grandes y verde-amarillenta en los ejemplares más pequeños, mientras que en su interior es nacarado con tonalidades azules y grises y un borde amarillo. No suele estar cubierta de algas, pero sí puede presentar cirrípedos adheridos en su superficie. El pie es gris oscuro y amarillento. Puede alcanzar 85 mm de longitud.

## Hábitat
Habita las costas rocosas no muy escarpadas en zonas poco expuestas al oleaje. Se extiende por la zona intermareal, prefiriendo los horizontes medio y superior-medio, donde se encuentran numerosas cianobacterias y convive con el cirrípedo Chthamalus stellatus. Puede soportar tanto inmersiones prolongadas como algunos periodos de insolación.

## Conservación
Los principales retos para la supervivencia de la especie, que han contibuído a su extinción en gran parte de su rango de distribución, son su sobreexplotación para ser consumida como alimento, la contaminación de las aguas por vertidos de aguas residuales e hidrocarburos y la baja densidad de sus poblaciones, que dificulta su reproducción (estos animales liberan sus gametos al mar para que se encuentren, por lo que si estos están en una densidad muy baja se dificulta la fecundación).
P. candei está incluida en el Catálogo Nacional de Especies Amenazadas desde 1998 y del Catálogo de Especies Amenazadas de Canarias desde 2001, catalogada en ambos casos como especie en peligro de extinción.